# Ellerbek
Ellerbek là một đô thị tại huyện Pinneberg Schleswig-Holstein nước Đức. Đô thị này có diện tích 9,11 km², dân số thời điểm 31 tháng 12 năm 2006 là 4274 người.